# Paracordyloporus belinganus
Paracordyloporus belinganus är en mångfotingart som beskrevs av Jean-Paul Mauriès 1967. Paracordyloporus belinganus ingår i släktet Paracordyloporus och familjen Chelodesmidae. Inga underarter finns listade i Catalogue of Life.